# Козловка (Сурский район)
Козловка — опустевшая деревня в Сурском районе Ульяновской области, входит в состав Астрадамовского сельского поселения.

## География
Находится на расстоянии примерно 31 километр по прямой на северо-восток от районного центра поселка Сурское.

## История
В 1913 в деревне было дворов 63, жителей 345. В 1990-е годы работало ТОО «Кувайское». 

## Население
Население составляло 5 человек в 2002 году (все — русские), 0 по переписи 2010 года.